# All Around the World (Oasis)
All Around the World is een nummer van de Britse rockband Oasis uit 1998. Het is de derde single van hun derde studioalbum Be Here Now.
Zoals bij vele nummers van Oasis (Whatever, Acquiesce, Live Forever) is de boodschap van "All Around the World" dat alles goedkomt. Het nummer bereikte de eerste positie in het Verenigd Koninkrijk, en met een duur van 9 minuten en 38 seconden is het de langste Britse nummer 1-hit ooit. In Nederland moest het nummer het echter met een 8e positie in de Tipparade stellen.